# Andrej Sládkovič
Andrej Sládkovič, vlastním jménem Andrej Braxatoris (30. března 1820 Krupina – 20. dubna 1872 Radvaň), byl slovenský evangelický farář, básník, literární kritik, publicista a překladatel. Ve starší české literatuře je uváděn jako Ondřej Sládkovič.

## Život
Pocházel z rodiny učitele Ondřeje Braxatorise a Terezie, rozené Bartolomeidesové. Vzdělání získal v letech 1826–1830 v Krupině, v letech 1830–1831 se zdokonaloval v maďarštině v Perőcsény, v letech 1831–1832 navštěvoval piaristické gymnázium v Krupině, v letech 1832–1840 pokračoval ve studiu na Evangelickém lyceu v Banské Štiavnici, v letech 1840–1842 navštěvoval Evangelické lyceum v Bratislavě a nakonec v letech 1843–1844 studoval teologii na univerzitě v Halle. V roce 1847 byl vysvěcený na kněze a začal působit jako evangelický farář v Hrochoti. Od roku 1856 až do smrti působil jako farář v Radvani nad Hronom. Na Slovenském národním shromáždění, které se konalo ve dnech 6.–7. června 1861 v Turčianském Svätém Martině a na kterém bylo přijato Memorandum národa slovenského, byl zapisovatelem. Byl zakládajícím členem Matice slovenské.
Jeho syn, Martin Miloš Braxatoris také evangelický farář, byl známý básník, redaktor a překladatel. Jeho vnukem byl libretista a textař Pavol Braxatoris, spoluzakladatel slovenské operety a známý spoluautor operet s Gejzou Dusíkem jako např. Modrá ruža, Pod cudzou vlajkou a jiných.

## Dílo

### Básně (výběr)
| - Synovský vděk (1837) - česky. - Poušt je život… (1841) - česky. - Ctibor (1842) - veršovaná pověst, česky. - Potecha (1842), původně česky. - K Nitre (1842), původně česky. - Tajomstvá (1845) - Hviezdy (1845) - Hron (1845). - Nehaňte ľud môj (1845). - Prosba (1846) - Mládenec (1846). - More (1846). - Marína (1846), milostná báseň, hymnus na lásku, krásu a mladost. - Morava (1846). - Krajanom (1846). - Ohlasy (1846). | - Dcérka a mať (1847). - Čierna Hora (1847). - Zaspievam pieseň o slobodnej vlasti (1848). - Duchu Puškinovmu (1848). - Detvan (1853), poema, zobrazení slovenské přírody a prostého lidu s jeho morálními a kulturními hodnotami. - Milica (1858). - Letel mladý sokol (1860). - Svornosť (1860). - Lipa (1860). - Ohlas (1860). - Kykymora (1861). - Opilý svet (1861). - Sôvety v rodine Dušanovej (1861) - Gróf Mikuláš Šubić Zrínsky na Sihoti (1866) - Nový Jeruzalém (1869), nábioženská báseň |

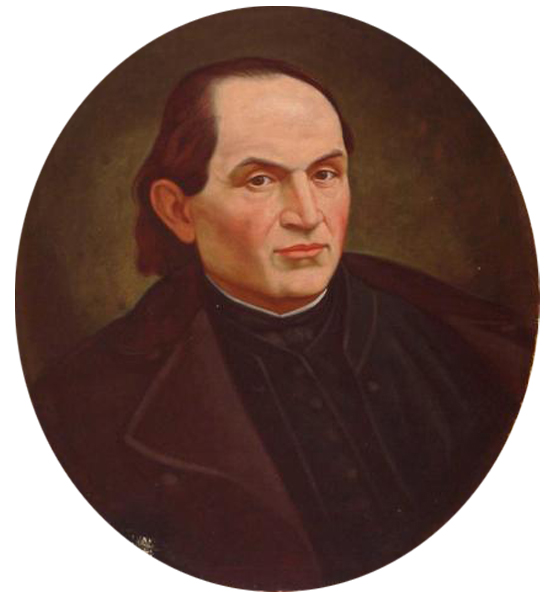
Andrej Sládkovič

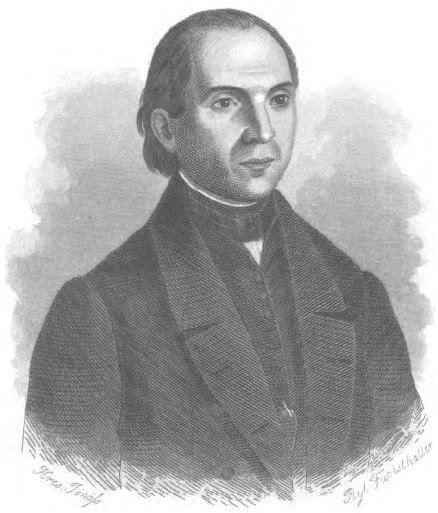
Andrej Sládkovič

### Výběry poezie
- 1918 – Otčiny mojej spevy
- 1927 – Výber z lyriky
- 1934 – Výber z básní Jána Hollého a Andreja Sládkoviča
- 1972 – Poézia
- 1977 – Sládkovič vo výbere Milana Krausa
- 1979 – Marína a Detvan

### Souborná díla
- 1861 – Spisy básnické Andreja Sládkoviča
- 1878 – Andreja Sládkoviča Spisy básnické
- 1920 – Spisy básnické Andreja Sládkoviča 1–2
- 1961 – Sobrané básne 1939 Dielo 1–2

### Próza
- Posestrima

### Drama
- Nezaľúbení zaľúbenci

### Překlady
z francouzsštiny
- Voltaire – Zaira
- Voltaire – Sokrates
- Voltaire – Smrť Cézara
- Jean Racine – Phaedra (jen část díla)

z ruštiny
- zejména Alexandra Sergejeviče Puškina

z němčiny
- Johanna Wolfganga Goetha

### Dopisy
- 1970 – Korešpondencia Andreja Sládkoviča

### Kulturněhistorická díla
- 1988 – Zápisnica Slovenského národného zhromaždenia v Turčianskom Svätom Martine 6. a 7. júna 1861

## Hudební adaptace
- 1928 – Detvan (opera, hudba: Viliam Figuš-Bystrý, op. 64, 1922-1926, Opera Slovenského národního divadla 1928)